# Єфремово (Кезький район)
Єфре́мово (рос. Ефремово) — село в Кезькому районі Удмуртії, Росія.
Населення — 9 осіб (2010; 32 в 2002).
Національний склад станом на 2002 рік:
- удмурти — 100 %

Урбаноніми:
- вулиці — Зелена, Мала, Солов'їна